# Ippodamia (figlia di Enomao)
Ippodamia (in greco antico: Ἱπποδάμεια?, Hippodàmeia) è un personaggio della mitologia greca, figlia di Enomao re di Pisa.
La leggenda narra di una figura di tale bellezza che il padre, geloso e innamorato di lei, non voleva separarsene per alcun motivo. Secondo altre versioni della leggenda, un oracolo aveva predetto che il suo sposo avrebbe ucciso Enomao, perciò il padre si era sempre opposto al suo matrimonio.

## Mitologia

### Le gare

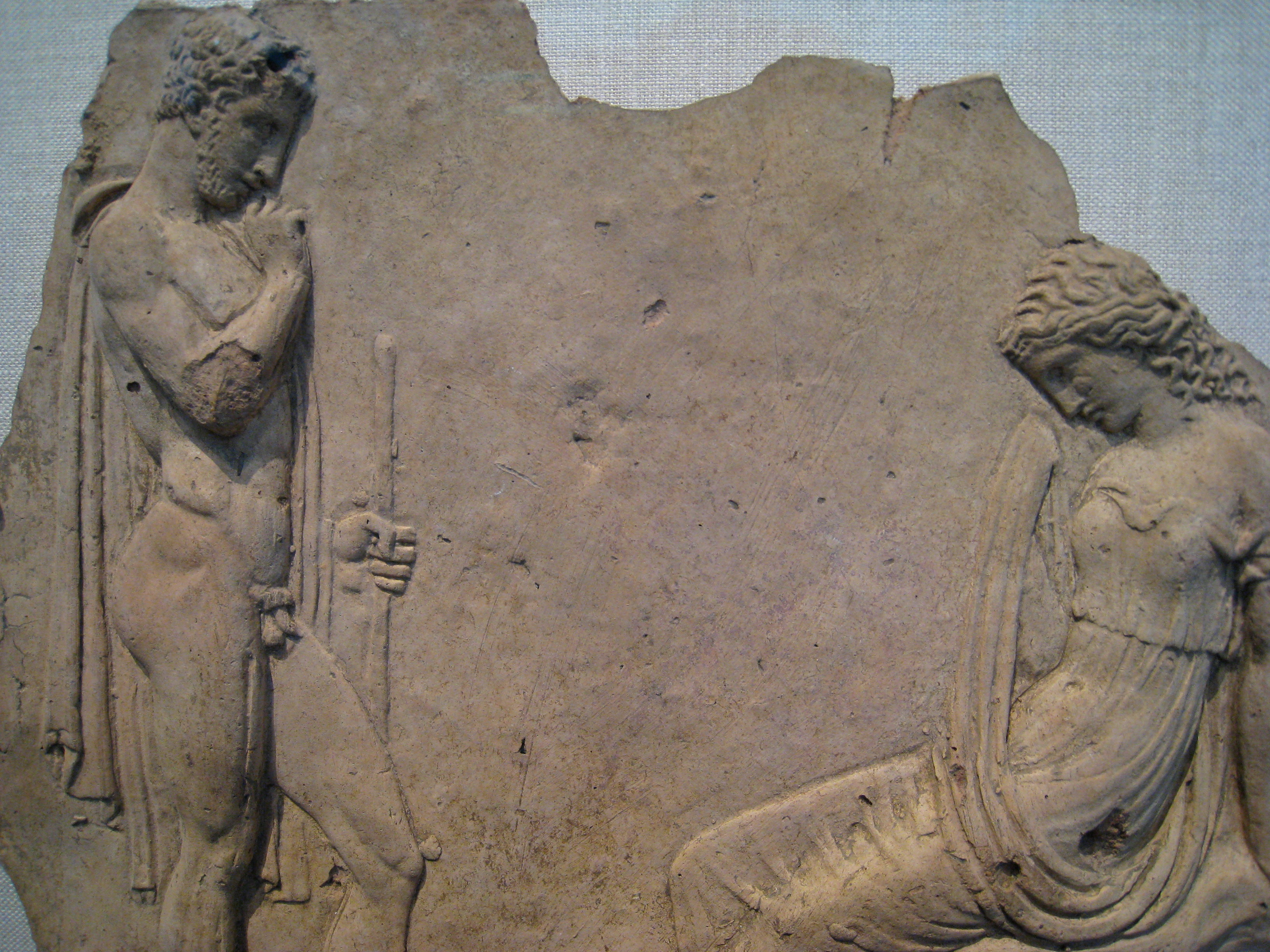
Pelope e Ippodamia, rilievo, New York, Metropolitan Museum.

Tutti i numerosi pretendenti della ragazza erano costretti ad una gara di velocità con i cavalli contro il padre, che si svolgeva tra la città di Pisa vicino ad Olimpia fino a Corinto, chi avesse vinto la gara avrebbe dovuto uccidere l'avversario. Il padre concedeva al pretendente mezz'ora di vantaggio, ma dal momento che richiedeva che la figlia salisse sul cocchio dell'avversario per distrarlo e che i suoi animali, dono di Ares, erano magici ed imbattibili, riusciva sempre a raggiungere con grande velocità il cocchio del pretendente e ad ucciderlo con la sua lancia.

### La morte di Enomao
Un giorno Ippodamia, innamorata di Pelope, in combutta con il suo pretendente corruppe Mirtilo, l'auriga del padre, il quale sostituì alcuni chiodi delle ruote del cocchio di Enomao con altrettanti chiodi di cera. Quando durante la gara il padre stava per raggiungere il cocchio di Pelope, le ruote del suo carro si staccarono ed egli perì travolto dai cavalli.
Dall'unione di Ippodamia con Pelope nacquero vari figli, tra i quali le femmine Astidamia, Nicippe, Lisidice, Mitilene ed i maschi Pitteo, Alcatoo, Atreo, Tieste, Ippalcimo, Copreo, Ippaso, Trezene, Dia. 

Aelio, Cleonimo, Scirone, Argeo, Corinzio, Disponteo e Plistene sono elencati come altri suoi figli.

## Genealogia
|  |  |           |           |           |           |           |           |           |           |           |           |           |           |          |          |       |       |            |            | Tantalo    |            |            |            |        |        |              |              |              |              |              |              |        |        |           |           |           |           |           |           |         |         |         |         |  |  |  |  |
|  |  |           |           |           |           |           |           |           |           |           |           |           |           |          |          |       |       |            |            |            |            |            |            |        |        |              |              |              |              |              |              |        |        |           |           |           |           |           |           |         |         |         |         |  |  |  |  |
|  |  |           |           |           |           |           |           | Ippodamia | Ippodamia | Ippodamia | Ippodamia | Ippodamia | Ippodamia |          |          |       |       |            |            | Pelope     | Pelope     | Pelope     | Pelope     | Pelope | Pelope |              |              |              |              |              |              |        |        |           |           |           |           |           |           |         |         |         |         |  |  |  |  |
|  |  |           |           |           |           |           |           | Ippodamia | Ippodamia | Ippodamia | Ippodamia | Ippodamia | Ippodamia |          |          |       |       |            |            | Pelope     | Pelope     | Pelope     | Pelope     | Pelope | Pelope |              |              |              |              |              |              |        |        |           |           |           |           |           |           |         |         |         |         |  |  |  |  |
|  |  |           |           |           |           |           |           |           |           |           |           |           |           |          |          |       |       |            |            |            |            |            |            |        |        |              |              |              |              |              |              |        |        |           |           |           |           |           |           |         |         |         |         |  |  |  |  |
|  |  |           |           |           |           |           |           |           |           |           |           |           |           |          |          |       |       |            |            |            |            |            |            |        |        |              |              |              |              |              |              |        |        |           |           |           |           |           |           |         |         |         |         |  |  |  |  |
|  |  |           |           |           |           | Erope     | Erope     | Erope     | Erope     | Erope     | Erope     |           |           | Atreo    | Atreo    | Atreo | Atreo | Atreo      | Atreo      |            |            |            |            |        |        |              |              |              |              | Tieste       | Tieste       | Tieste | Tieste | Tieste    | Tieste    |           |           | Pelopia   | Pelopia   | Pelopia | Pelopia | Pelopia | Pelopia |  |  |  |  |
|  |  |           |           |           |           | Erope     | Erope     | Erope     | Erope     | Erope     | Erope     |           |           | Atreo    | Atreo    | Atreo | Atreo | Atreo      | Atreo      |            |            |            |            |        |        |              |              |              |              | Tieste       | Tieste       | Tieste | Tieste | Tieste    | Tieste    |           |           | Pelopia   | Pelopia   | Pelopia | Pelopia | Pelopia | Pelopia |  |  |  |  |
|  |  |           |           |           |           |           |           |           |           |           |           |           |           |          |          |       |       |            |            |            |            |            |            |        |        |              |              |              |              |              |              |        |        |           |           |           |           |           |           |         |         |         |         |  |  |  |  |
|  |  |           |           |           |           |           |           |           |           |           |           |           |           |          |          |       |       |            |            |            |            |            |            |        |        |              |              |              |              |              |              |        |        |           |           |           |           |           |           |         |         |         |         |  |  |  |  |
|  |  | Anassibia | Anassibia | Anassibia | Anassibia | Anassibia | Anassibia |           |           | Menelao   | Menelao   | Menelao   | Menelao   | Menelao  | Menelao  |       |       | Agamennone | Agamennone | Agamennone | Agamennone | Agamennone | Agamennone |        |        | Clitennestra | Clitennestra | Clitennestra | Clitennestra | Clitennestra | Clitennestra |        |        | Egisto    | Egisto    | Egisto    | Egisto    | Egisto    | Egisto    |         |         |         |         |  |  |  |  |
|  |  | Anassibia | Anassibia | Anassibia | Anassibia | Anassibia | Anassibia |           |           | Menelao   | Menelao   | Menelao   | Menelao   | Menelao  | Menelao  |       |       | Agamennone | Agamennone | Agamennone | Agamennone | Agamennone | Agamennone |        |        | Clitennestra | Clitennestra | Clitennestra | Clitennestra | Clitennestra | Clitennestra |        |        | Egisto    | Egisto    | Egisto    | Egisto    | Egisto    | Egisto    |         |         |         |         |  |  |  |  |
|  |  |           |           |           |           |           |           |           |           |           |           |           |           |          |          |       |       |            |            |            |            |            |            |        |        |              |              |              |              |              |              |        |        |           |           |           |           |           |           |         |         |         |         |  |  |  |  |
|  |  |           |           |           |           |           |           |           |           |           |           |           |           |          |          |       |       |            |            |            |            |            |            |        |        |              |              |              |              |              |              |        |        |           |           |           |           |           |           |         |         |         |         |  |  |  |  |
|  |  |           |           |           |           |           |           |           |           | Ifigenia  | Ifigenia  | Ifigenia  | Ifigenia  | Ifigenia | Ifigenia |       |       | Oreste     | Oreste     | Oreste     | Oreste     | Oreste     | Oreste     |        |        | Elettra      | Elettra      | Elettra      | Elettra      | Elettra      | Elettra      |        |        | Crisotemi | Crisotemi | Crisotemi | Crisotemi | Crisotemi | Crisotemi |         |         |         |         |  |  |  |  |